# Eustomias silvescens
Eustomias silvescens är en fiskart som beskrevs av Regan och Trewavas, 1930. Eustomias silvescens ingår i släktet Eustomias och familjen Stomiidae. Inga underarter finns listade i Catalogue of Life.